# Federico García (Fußballspieler, 1994)
Federico García, vollständiger Name Federico Emanuel García Irisarri, (* 28. Dezember 1994 in Montevideo) ist ein uruguayischer Fußballspieler.

## Karriere
Der 1,78 Meter große Offensivakteur García steht mindestens seit der Saison 2014/15 im Kader der Profimannschaft von Liverpool Montevideo. In jener Zweitligaspielzeit debütierte er am 12. Oktober 2014 beim 5:0-Heimsieg gegen den Club Sportivo Cerrito in der Segunda División, als er von Trainer Alejandro Apud in der 79. Spielminute für Agustín Lucas eingewechselt wurde. Bis zum Saisonende, an dem sein Verein in die höchste uruguayische Spielklasse aufstieg, absolvierte er vier Zweitligaspiele. Einen Treffer erzielte er nicht. In der Erstligasaison 2015/16 und in der Spielzeit 2016 wurde er nicht in der Primera División eingesetzt.